# Площа Фігейра

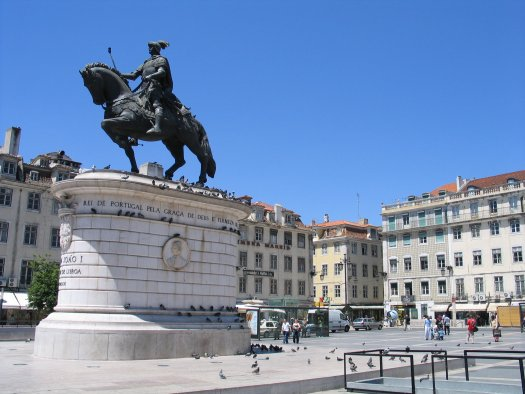
Статуя Жуана I

Площа Фігейра (порт. Praça da Figueira або Праса да Фігейра) — частина району Байша (старого міста), який постраждав під час Лісабонського землетрусу в 1755 році. Розташована в історичному центрі Лісабона. Назва площі в перекладі з португальської означає «Площа фігового дерева».
Площа з'явилася в XVIII столітті на місці раніше існуючого тут Королівського госпіталю Всіх святих. Після землетрусу його споруди були дуже сильно пошкоджені й в 1775 році знесено остаточно. На місці госпіталю було вирішено організувати ринкову площу. У 1885 році побудовано великий критий ринок, площею близько 8 тис. м², який проіснував до 1947 року.
У 1971 році на площі встановлено бронзовий пам'ятник Жуана I, королю Португалії та Алгарве, що поклав початок Авіської династії. Скульптура роботи архітектора Леопольдо де Алмейда зображувала монарха верхи на коні. У 1999-2000 роках пам'ятник був перенесений від середини площі до її кутку для кращого огляду.
На площу своїми фасадами в помбальському стилі виходять чотирьох- та п'ятиповерхові будівлі, зайняті готелями, кафе і магазинами. Поруч розташовані автобусні зупинки й станція метро «Росіу».